# Маркалло-кон-Казоне
Маркалло-кон-Казоне (итал. Marcallo con Casone) — коммуна в Италии, в провинции Милан области Ломбардия.
Население составляет 6154 человек (на 2012 г.), плотность населения составляет 649 чел./км². Занимает площадь 8 км². Почтовый индекс — 20010. Телефонный код — 02.
Покровителем коммуны почитается святой апостол и евангелист Марк. Праздник ежегодно празднуется 25 апреля.

## Города-побратимы
- Бюбри, Франция
- Макрум, Ирландия